# Alex Wilson (Canadees atleet)
Alexander (Alex) S. Wilson (Montreal, 1 december 1905 – South Bend, 10 december 1994) was een Canadese atleet. Hij nam tweemaal deel aan de Olympische Spelen en won hier vier medailles.
Hij maakte zijn Olympische debuut in 1928 bij de Olympische Spelen van Amsterdam op de 4 x 100 m estafette. Met zijn teamgenoten Jimmy Ball, Stanley Glover, Phil Edwards won hij een bronzen medaille in 3.15,4 minuten achter het Amerikaanse- en Duitse team.
Op de Olympische Spelen van 1932 in Los Angeles was hij zeer succesvol. Hij won hij een bronzen medaille op de 400 m. Met een tijd van 47,4 seconden eindigde hij achter de Amerikanen Bill Carr (goud) en Ben Eastman (zilver). Op de 800 m won hij zilver in 1.49,9 en op de 4 x 400 m estafette won hij net als vier jaar terug ook een bronzen medaille.

## Titels
- Amerikaans kampioen 600 yd - 1932
- NCAA kampioen 400 m - 1940

## Persoonlijke records
- 440 yd - 47,3 s (1932)
- 800 m - 1.49,9 (1932)

## Prijzen
- Canadian Track Hall of Fame (1954)
- Helms Athletic Foundation Hall of Fame (1967)
- Cross Country Coaches Association National Coach of the Year (1972)

## Palmares

### 400 m
- 1932:  OS - 47,4 s

### 440 yd
- 1930:  Britse Empire Games
- 1930:  Gemenebestspelen - 48,8 s

### 800 m
- 1932:  OS - 1.49,9

### 880 yd
- 1930:  Britse Empire Games
- 1930:  Gemenebestspelen - 1.55,6

### 4 x 400 m estafette
- 1928:  OS - 3.15,4
- 1932:  OS - 3.12,8

### 4 x 440 yd estafette
- 1930:  Britse Empire Games